# Ira Newborn
James Ira Newborn (Nova York, Nova York, 26 de Dezembro de 1949) é um compositor americano de jazz e música electrónica. Em 1984, inicia com uma colaboração com John Hughes.
Em 1984, John Hughes estreou na primeira realização de Sixteen Candles (1984).
Ira Newborn e John Hughes trabalham juntos também em:
- Weird Science (1985)
- Ferris Bueller's Day Off (1986)
- Planes, Trains & Automobiles (1987)
- Uncle Buck (1989).